# South Park (Los Angeles)
Pour les articles homonymes, voir South Park (homonymie).
South Park est un quartier de Los Angeles, en Californie, situé au sud du Downtown.

## Présentation
Le quartier se situe dans la région de South Los Angeles. Il tient son nom du jardin public également appelé South Park, et qui est situé dans ce quartier,,.